# 法里博尔兹·赖斯达那
法里博尔兹·赖斯达那（波斯語：‎；1945年1月19日—2020年3月16日），伊朗經濟學家、社會學家、活動家、教授，伊朗作家協會成員。
2012年3月21日，赖斯达那因為在接受英國廣播公司波斯語頻道的採訪中批評伊朗補貼改革計劃，遭伊朗當局的逮捕，判處一年有期徒刑，關押於埃溫監獄，罪名是「加入作家協會、撰寫反對政權的煽動性聲明、接受英國廣播公司和美國之音的採訪、指控伊斯蘭共和國虐待囚犯和進行擺樣子審判」。伊朗作家協會、中東經濟協會、工人權利捍衛者等個人和協會對他的被捕均表示反對。

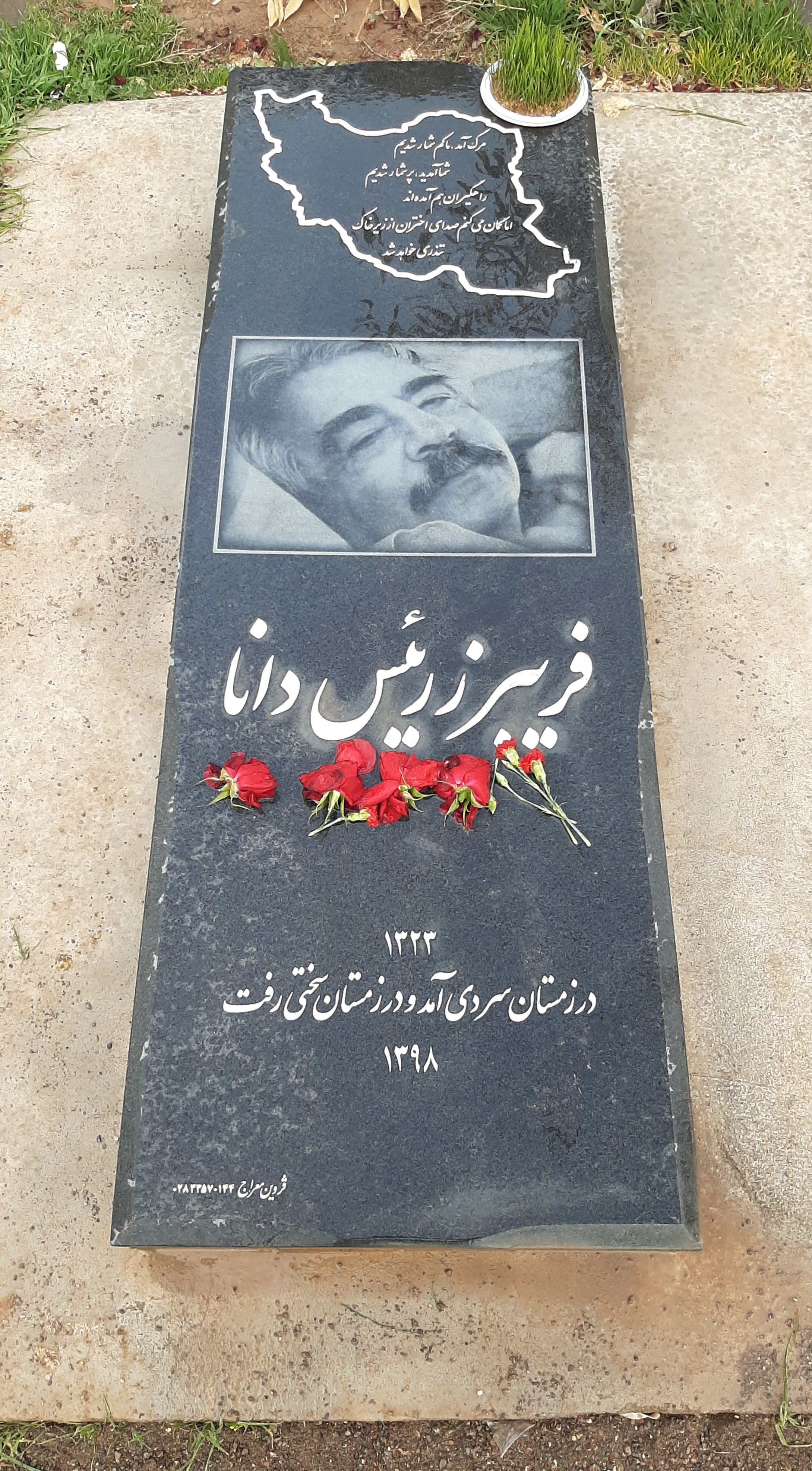
法里博尔兹·赖斯达那之墓

2020年3月16日，赖斯达那因2019冠狀病毒病引起的併發症而在德黑蘭的一家醫院裡去世，此前六天里他一直住院。

## 著作
- Applied Development Economics; Money and Inflation[2]
- Political Economy of Development, and Globalization[2]